# Tommy McIntyre
Tommy McIntyre (Bellshill, 26 dicembre 1963) è un allenatore di calcio ed ex calciatore scozzese, tecnico della Primavera del Queen's Park.

## Biografia
Dopo aver cominciato la sua carriera all'Aberdeen, squadra con cui si formò nelle giovanili, si accasò nel 1986 all'Hibernian, diventando presto un titolare fisso nella squadra allenata da Alex Miller, vincendo la Scottish League Cup nel 1991 (nella cui finale contro il Dunfermline Athletic segnò su rigore la prima rete dell'incontro tenutosi a Hampden Park) e mettendo a referto più di 100 presenze in campionato per il club. Concluse la sua carriera con la maglia dell'Airdrieonians
Dopo essersi ritirato come giocatore, venne assunto dalla Scottish Football Association come nuovo Capo dello sviluppo giovanile e assistente direttore tecnico. A luglio 2009 lasciò la posizione per diventare il nuovo Capo delle selezioni giovanili del Celtic. Dopo aver anche allenato alcune formazioni juniores nel corso degli anni, nel 2024 viene assunto dal Queen's Park come nuovo direttore dell'Academy e allenatore della loro squadra Primavera.

## Palmarès
- Coppa di Lega scozzese: 1

Hibernians: 1990-1991